# Hof van Beroep van Antwerpen

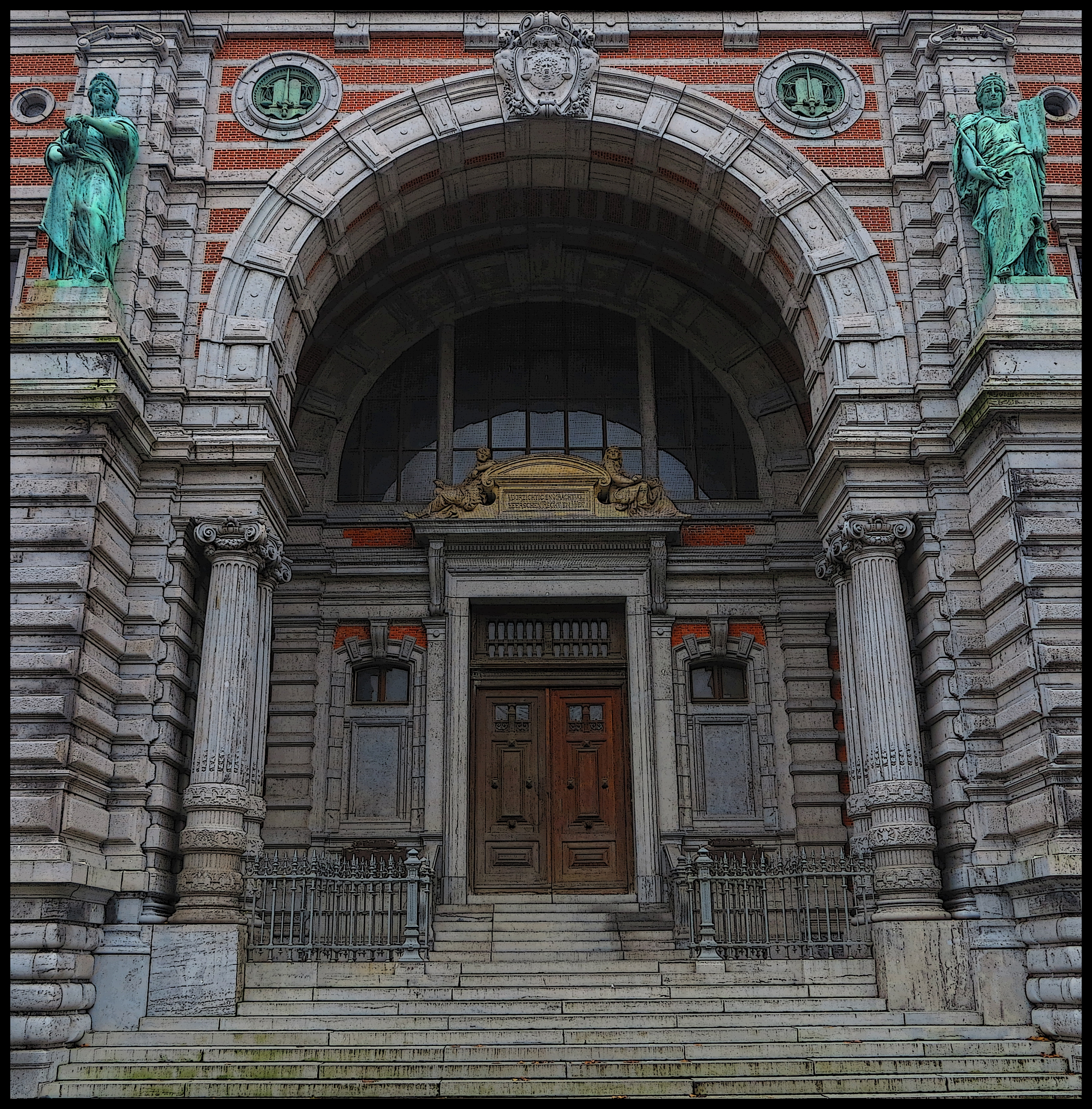
Ingangspartij

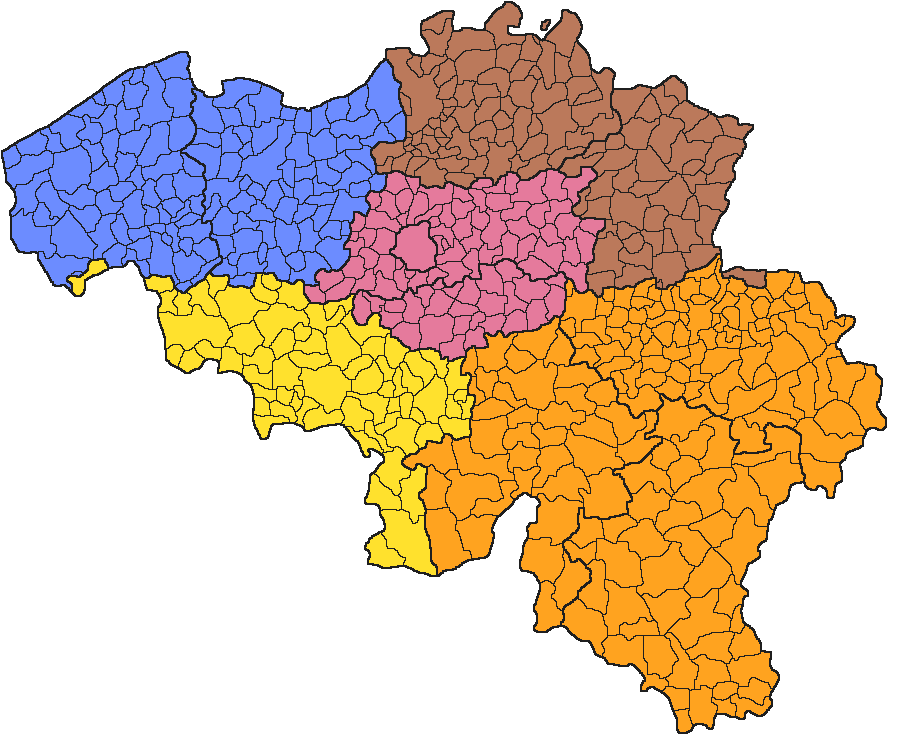
Rechtsgebied van het hof van Beroep van Antwerpen (bruine kleur)

Het Hof van Beroep van Antwerpen is een van de vijf hoven van beroep in België. Het is werkzaam sinds 1 januari 1975 en bedient het gerechtelijk gebied Antwerpen. De zetel is in het Gerechtshof Britselei.

## Geschiedenis
Tot 1975 behoorde de provincie Antwerpen tot het rechtsgebied van het Hof van Beroep  van Brussel. Daarna kreeg Antwerpen een eigen Hof van Beroep, dat ook bevoegd werd voor de provincie Limburg, tot dan ressorterend onder het Hof van Beroep van Luik.

## Bevoegdheid
Het Hof behandelt het hoger beroep tegen vonnissen van de rechtbank van eerste aanleg en de ondernemingsrechtbank te Antwerpen, Hasselt, Mechelen, Tongeren en Turnhout. 
De procureur-generaal van Antwerpen vervult de rol van het Openbaar Ministerie in strafzaken voor het hof, en is tegelijk de hoogste gerechtelijke autoriteit in het rechtsgebied van het hof. Procureur-generaal Patrick Vandenbruwaene volgde in 2014 Yves Liégeois op. Eerste voorzitter van het Hof van Beroep is sinds 2014 Bruno Luyten, die Michel Rozie opvolgde.
In het hof van beroep Antwerpen worden sommige zaken afgehandeld via videoconferentie. Rechtzoekenden en advocaten kunnen zo in Hasselt pleiten, terwijl de magistraten zich bevinden in het hof van beroep te Antwerpen. Zo speelt men in op de mobiliteitsproblemen die advocaten uit Limburg kennen.